# Estelle Parsons
Estelle Parsons, est une actrice et metteuse en scène américaine, née le 20 novembre 1927 à Marblehead, Massachusetts (États-Unis).

## Biographie
Estelle Parsons remporte l'Oscar de la meilleure actrice dans un second rôle pour son interprétation de Blanche Barrow dans le film Bonnie et Clyde en 1968.
En 1978, elle met en scène la pièce Voices de l'autrice féministe Susan Griffin dans l'église St Clement de New York. 
Elle figure depuis 2004 au Temple de la renommée du théâtre américain.

## Filmographie
- 1963 : Ladybug Ladybug : Johnn's mother
- 1967 : Bonnie et Clyde (Bonnie and Clyde) : Blanche
- 1968 : Rachel, Rachel : Calla Mackie
- 1969 : Don't Drink the Water : Marion Hollander
- 1970 : The Front Page (TV) : Mollie Malloy
- 1970 : Watermelon Man : Althea Gerber
- 1970 : Je n'ai jamais chanté pour mon père (I Never Sang for My Father) : Alice
- 1970 : I Walk the Line : Ellen Haney Tawes
- 1973 : Two People : Barbara Newman
- 1973 : Terreur sur la plage (Terror on the Beach) (TV) : Arlene Glynn
- 1974 : June Moon (TV) : Lucille
- 1974 : A Memory of Two Mondays (TV) : Agnes
- 1974 : The Gun and the Pulpit (TV) : Sadie Underwood
- 1974 : Ma femme est dingue (For Pete's Sake) : Helen Robbins
- 1975 : The Tenth Level (en) (TV) : Crossland
- 1975 : Foreplay : 1st Lady / Barmaid
- 1975 : La Nuit des extraterrestres (TV) : Betty Hill
- 1976 : Big Henry and the Polka Dot Kid (TV) : Edwina
- 1979 : Backstairs at the White House (feuilleton TV) : Bess Truman
- 1981 : Guests of the Nation (TV) : Kate O'Connell
- 1981 : The Gentleman Bandit (TV) : Marjorie Seebode
- 1982 : Come Along with Me (TV) : Mabel Lederer
- 1988 : Open Admissions (TV) : Clare Block
- 1989 : The Lemon Sisters : Mme Kupchak
- 1990 : Everyday Heroes (TV) : Matty Jennings (Principal)
- 1990 : The Blue Men de Dennise McKenna (court métrage) : May
- 1990 : Dick Tracy : Mrs. Trueheart
- 1992 : Le Choix d'une mère (A Private Matter) (téléfilm) de Joan Micklin Silver (TV) : Mary Chessen
- 1993 : The American Clock (TV) : Older Doris
- 1995 : Avec ou sans hommes (Boys on the Side) : Louise the Psychic
- 1996 : Looking for Richard : elle-même, Queen Margaret
- 1997 : Le Nouvel Espion aux pattes de velours (That Darn Cat) : Old Lady McCracken
- 1998 : Par-delà l'éternité (The love letter) (TV) : Beatrice Corrigan
- 1999 : Freak City (TV) : Mrs. Stanapolous
- 2002 : New York, unité spéciale (Law and Order: Special Victims Unit) (saison 3, épisode 21) : Rose Rinato
- 2004 : Strip Search (TV) : Roberta Gray
- 2005 : Empire Falls (TV) : Bea